# John Ridley Stroop
Pour les articles homonymes, voir Stroop et Ridley.
John Ridley Stroop (21 mars 1897-1er septembre 1973) est un psychologue américain.
Stroop est né dans le comté de Rutherford dans le Tennessee. Il développe un exercice reposant sur des mots en couleur, qui met en évidence des interférences dans la perception du cerveau humain, qu'on appelle par la suite l'effet Stroop.
Après l'obtention de son PhD au George Peabody College, il délaisse la psychologie, pour devenir professeur en études bibliques à la David Lipscomb University de Nashville dans le Tennessee.

## Biographie
Né en 1897 dans une petite communauté agricole du Tennessee, John Ridley Stroop est un enfant fragile qui est dispensé des travaux à la ferme familiale. Après des études au College de Nashville puis à l'université, il obtient le Ph.D. en psychologie expérimentale alors qu'il enseigne en même temps pour financer ses études et nourrir sa femme et ses enfants. Il travaille également comme concierge et comme bibliothécaire. Après des recherches pour la Commission du Tennessee pour l'éducation, il devient instructeur spécial en psychologie et éducation à l'Institut polytechnique du Tennessee à Cookeville, avant de présider le département de psychologie de son College pendant 16 ans. Connu pour sa profonde conviction religieuse, il l'est aussi pour son sens de l'humour et son penchant pour les jeux de mots. En fin de carrière, il est professeur émérite d'études bibliques jusqu'à sa mort en 1973 à l'âge de 76 ans.

## Ses idées et ses convictions
Chrétien pratiquant, ses convictions religieuses sont très présentes dans sa vie. À l'époque où il enseigne au Collège de Nashville, il va prêcher chaque dimanche à la campagne. Il donne également un cours sur la façon de vivre selon la Bible. Les livres qu'il écrit sont en rapport avec la religion, comme la trilogie du Plan de Dieu et moi, et sont utilisés comme textes dans les écoles chrétiennes, dans les classes d'enseignement de la Bible, dans les congrégations, et dans les classes de formation des enseignants.
Par ailleurs, sa thèse de doctorat a une influence en psychologie.

## Ses travaux de recherche
Il effectue la synthèse des idées et des procédures de la littérature psychologique et met au pont un exercice qui consiste à lire des noms de couleur imprimés à l’encre de couleur pour montrer que le cerveau humain regarde d’abord le sens du mot avant de regarder la couleur. Il existe donc « des interférences dans la perception du cerveau humain, qu'on appelle par la suite l'effet Stroop ».

## Influence sur la psychologie cognitive
Les influences de Stroop dans le domaine de la psychologie cognitive s'exercent pour les recherches sur l’attention et l’indice linguistique. Stroop montre que certains mécanismes, comme la lecture, sont automatiques et que tous les processus ne sont pas effectués à la même vitesse, ce qui donne lieu à des recherches pour tenter d’expliquer les effets inhibiteurs.
Les recherches sur le traitement de l’information en psychologie cognitive à partir des années 1960 ont remis à l’ordre du jour la thèse de Stroop qui permet d’expliquer les étapes des processus mentaux à l’aide des temps de réponse.

## Influence de l'effet Stroop
L’effet Stroop a toute sa place dans les travaux de recherche actuels pour essayer de comprendre le fonctionnement de l’attention dans la théorie de la cognition. Les travaux de Stroop apparaissent comme déterminants du point de vue des outils de recherche en psychologie expérimentale.

## Utilisation du protocole Stroop dans le domaine de l'attention sélective
Après trois années de recherche sur la tâche Stroop en matière d’attention sélective, il apparait que l’effet Stroop expliquerait en fait que l’action de nommer une couleur présuppose l’activation d’un processus d’attente et d’apprentissage davantage que la primauté d’un processus de lecture automatique sur l’action de nommer une couleur.

## Les travaux de Stroop constituent toujours des thèmes de recherche
Dans les années récentes, les travaux de Stoop ont notamment donné lieu à des recherches en neuropsychologie, en neurologie spécialisée pour enfants, de même que, par exemple, des tests par application assistée sur ordinateur pour mesurer la capacité d’inhibition de réponses « surapprises » utilisés lors de tests de performance.